# Oratorio di Sant'Andrea al Celio
L'oratorio di Sant'Andrea è una chiesa di Roma, nel rione Celio, in piazza di San Gregorio: esso costituisce uno dei tre oratori del Celio, nei pressi della chiesa di San Gregorio.

## Storia
L'oratorio, costruito secondo la tradizione dallo stesso Gregorio Magno nella sua casa paterna, risale al XII-XIII secolo, e deve la sua attuale forma ai rifacimenti fatti eseguire dal cardinale Cesare Baronio tra il 1602 ed il 1608, e continuati in seguito dal cardinale Scipione Borghese, che si avvalse dell'opera di Guido Reni e del Domenichino.
Fu dedicato all'apostolo Andrea, perché, secondo la tradizione, l'allora abate del monastero del Celio, Gregorio, tornò da un suo viaggio a Costantinopoli con una reliquia dell'apostolo, patrono del patriarcato bizantino.
Sant'Andrea è collocato al centro del complesso dei tre oratori: con gli altri oratori fu concesso da papa Leone XII nel 1828 al capitolo di Santa Maria Maggiore, a cui ancora oggi compete.

## Descrizione
I lavori di restauro del Seicento hanno invertito l'orientamento dell'oratorio, la cui facciata medievale dava sul clivo di Scauro. Nell'antica controfacciata (l'attuale parete di fondo) sono stati scoperti, appena al di sotto del soffitto ligneo, affreschi molto deteriorati, databili al X-XI secolo, e riproducenti un Cristo benedicente fra angeli e profeti.
I lavori seicenteschi comportarono anche l'inserimento di un portico composto da quattro colonne di cipollino con capitelli di epoca classica. Sulla porta d'ingresso è collocata l'iscrizione: Oratorium S. Mariae Virg. et S. Andreae Apost. / a S. Gregorio erectum iterum restitutum.
L'interno dell'oratorio ha pianta rettangolare senza absidi o nicchie. Di notevole pregio è il soffitto ligneo a cassettoni, realizzato da Vittorio Ronconi nel 1607, nel quale è inserito lo stemma della Famiglia Borghese. Nella parete di fondo è l'altare, realizzato su disegno di Flaminio Ponzio: lo sovrasta la pala, realizzata da Cristoforo Roncalli, detto il Pomarancio, e raffigurante la Madonna in gloria con i santi Andrea apostolo e Gregorio magno.
L'oratorio è affrescato dalle seguenti opere:
- Santa Silvia e San Gregorio, di Giovanni Lanfranco, nella controfacciata attuale;
- Sant'Andrea condotto al martirio di Guido Reni;
- San Pietro e San Paolo, dello stesso Guido Reni, ai lati della pala del Roncalli;
- Flagellazione di sant'Andrea del Domenichino.